# Lindry
Lindry är en kommun i departementet Yonne i regionen Bourgogne-Franche-Comté i norra Frankrike. Kommunen ligger i kantonen Toucy som tillhör arrondissementet Auxerre. År 2022 hade Lindry 1 334 invånare.

## Befolkningsutveckling
Antalet invånare i kommunen Lindry
| Referens: INSEE |